# Casa Manuel Teixeira Gomes
A Casa Manuel Teixeira Gomes é uma casa-museu na cidade de Portimão, na região do Algarve, em Portugal.

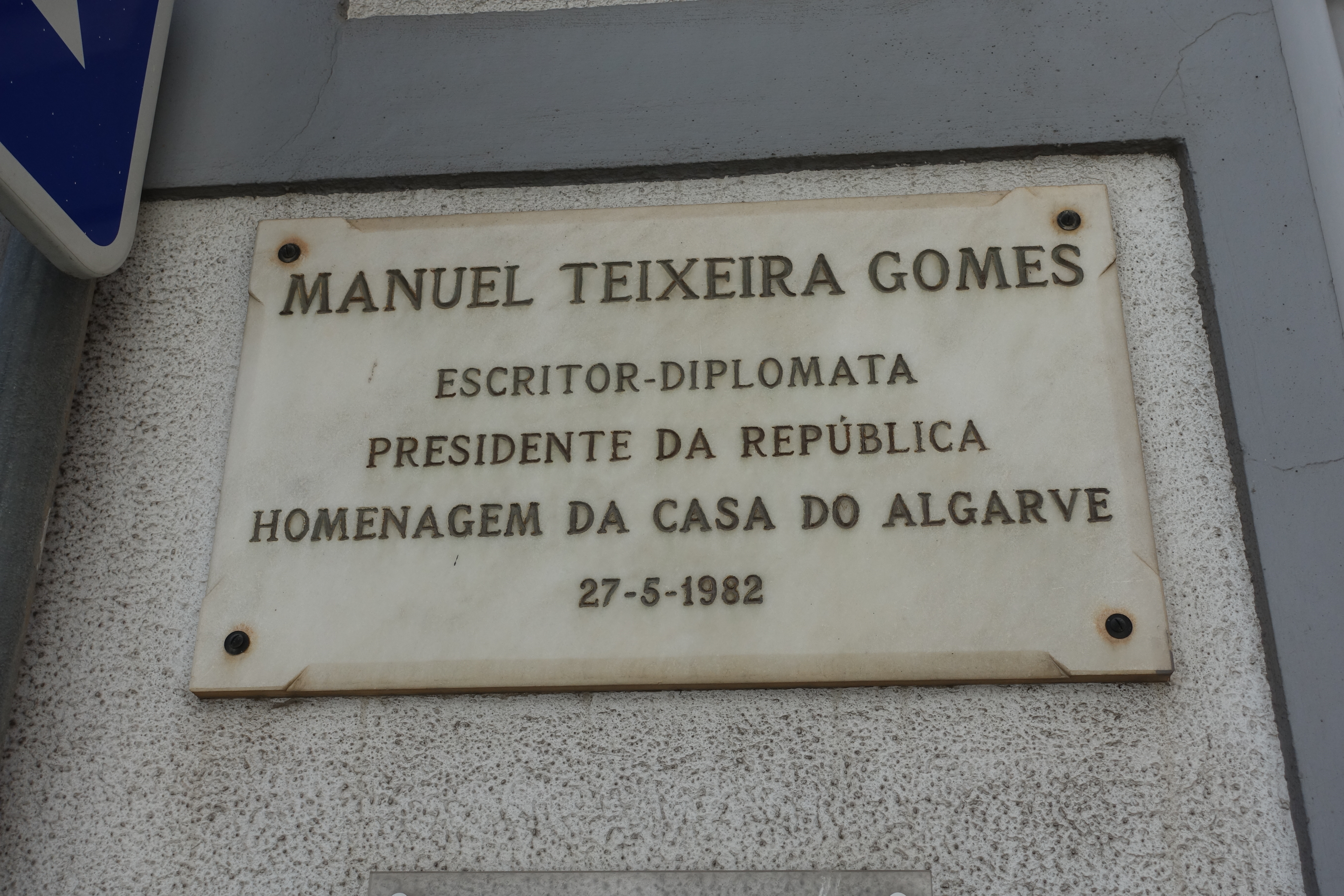
Placa comemorativa a Manuel Teixeira Gomes, colocada na casa em 1982.

## Descrição e história
Consiste num museu dedicado ao político e escritor Manuel Teixeira Gomes, estando instalada num edifício histórico perto do Largo Primeiro de Dezembro, no centro de Portimão. Este era um espaço nobre da cidade, nas imediações do Rio Arade e de outros imóveis históricos, como o Palácio Bivar, o Palacete Sárrea Garcias e a antiga alfândega, esta última anexa à casa-museu.
Além do seu significado como local de nascimento de Manuel Teixeira Gomes, o edifício em si é de grande interesse do ponto de vista arquitectónico, sendo considerado como um exemplo das casas tradicionais na região meridional do país. Tem uma traça sóbria, apenas um piso e uma planta de forma rectangular, e cobertura em telhado de duas águas, estando organizado em redor de um pátio central, ao qual se tem acesso por um portão onde foram modeladas as iniciais de José Libânio Gomes, um dos seus proprietários. Desta forma, concentrava duas funções díspares, primeiro como local de trabalho da família, que negociava em figo e outros frutos secos, e depois como espaço familiar, no qual o pátio tinha um papel essencial. Outros elementos de interesse incluem as janelas em arco geminadas no corpo direito da casa, as janelas com vitrais sobre uma das portas de entrada, e o compartimento da cozinha, onde foram preservados um lavatório em pedra e uma lareira de estilo tradicional. Conta com dois espaços para exposições e outros eventos, e possui um fundo bibliográfico próprio, no qual está integrada grande parte da biblioteca particular de Teixeira Gomes. Tem como finalidade explicar a vida e o percurso político e cultural de Manuel Teixeira Gomes, incluindo o seu mandato como presidente da república e o posterior exílio.
A casa foi construída nas últimas décadas do século XVIII, tendo sido o local de nascimento de Manuel Teixeira Gomes, em 27 de Maio de 1860. Em meados da década de 1990, foi classificada como património concelhio, tendo sido elevada a Imóvel de Interesse Municipal pela Deliberação Camarária n.º 58, de 16 de Janeiro de 2007. Foi depois alvo de obras de restauro para a sua conversão em museu, que foi inaugurado em 12 de Dezembro de 2009. Segundo o então presidente da Câmara Municipal de Portimão, Manuel Luz, a casa-museu tinha como finalidade ser «um centro de irradiação cultural, que servirá para estudar a História local e regional».
Aquando da sua inauguração, o museu ocupava apenas uma parcela da antiga casa de Manuel Teixeira Gomes, que estava na posse da Câmara Municipal. Em 27 de Maio de 2024, a autarquia apresentou o projecto para a expansão do núcleo museológico, aproveitando a parte restante da casa, que tinha sido recentemente adquirida, e que então estava a funcionar como loja de velharias. Este projecto, da autoria do arquitecto Marco Rodrigues, preconizava a reorganização do espaço museológico, que iria contar com «uma exposição permanente de referência», uma «zona de exposições temporárias, no edifício anexo que foi comprado», dois pátios interiores, e um espaço para o «serviço educativo, gabinetes de investigação e ainda espaços reservados para gabinetes técnicos e administrativos», enquanto que nas antigas cozinhas iria ser instalado um espaço dedicado aos frutos secos, recordando que este era o negócio da família de Manuel Teixeira Gomes. A entrada iria ser transferida para uma rua lateral, que tinha sido aberta recentemente pela autarquia através da demolição de várias casas junto ao museu.